# Valle di Gilgit
Valle di Giglit è una valle in omonimo distretto del ente settentrionale del Pakistan. Il fiume Gilgit scorre attraverso la valle. I 375 km della strada collega alla città di Chitral attraverso il Passo Shandur (3.800 m). La città di Gilgit si trova nella valle.

## Storia
All'interno della vallata erano presenti dei luoghi di culto buddisti, con annesse biblioteche, andati poi distrutti.